# Jaromír Podešva
Jaromír Podešva   (Brno, 8 de març de 1927 - Brno, 25 de novembre de 2000) fou un compositor i pedagog musical txec.

## Biografia
Va néixer en un entorn musical. El seu pare era un conegut fabricant de violins de Brno. Ja de petit, tocava el piano, el violí i la viola.
Durant l'ocupació alemanya, fou obligat a treballar fent feines manuals a Boskovice, i després va ser traslladat a Ostrava com a càstig. Va acabar la secundària després de la guerra.
Es va llicenciar en estudis de composició al conservatori de Brno i el 1947 va ingressar a l'Acadèmia Janáček de Música i Arts Escèniques de Brno, on va estudiar amb Jaroslav Kvapil. Després de completar els estudis a temps complet, va realitzar una aspirantura de tres anys amb mateix professor i va exercir de secretari del Departament de Composició i Direcció. Del 1956 al 1959 va ser el secretari creatiu de la Unió de Compositors Txecoslovacs a Praga i més tard es va convertir en el president de la delegació de Brno.Del 1969 al 1990 va impartir classes de composició i teoria musical al conservatori d'Ostrava. Entre els seus alumnes es trobaven Pavel Helebrand i el violoncel·lista i mestre de concerts de l'Orquestra Filharmònica Janáček, Jiří Hanousek.
La seva obra inicialment es va basar en la de Leoš Janáček i Vítězslav Novák. El 1960 va rebre una beca de la UNESCO per fer una estada d'estudis a països de l'Europa Occidental i als Estats Units. Les reunions amb indicacions i pràctiques de composició contemporània van influir significativament en la seva obra.

## Obres seleccionades
- Simfonia núm. 1 (1950/1951)
- Simfonia núm. 2 (1961): per a flauta i cordes
- Simfonia núm. 3 - "Kulminace. Perla na dně" (1966) - Dos paral·lelismes simfònics dels pensaments de Milan Kundera i Bohumil Hrabal (1966)
- Simfonia núm. 4 - Música de cambra (1967): per a flauta, clavicèmbal i petita orquestra de cordes
- Simfonia núm. 5 - "Tři zlomky padesátiletí" (1967) - per a baríton i orquestra
- Simfonia núm. 6 (1970)
- Simfonia núm. 7 "In memoriam J. P. jun." (1951–1972) - paral·lels als textos de K.H. Mácha i Ladislav Stehlík (1982-83)
- Simfonia núm. 8 "Ostrava" (1987)
- Simfonia núm. 9 (1989)
- Sinfonietta núm. 1 (1959) - per a cordes
- Sinfonietta núm. 2 "Festiva" (1983) - per a orquestra de cambra